# Hiroshi Ōtsuki
Hiroshi Ōtsuki (jap. 大槻 紘士, Ōtsuki Hiroshi; * 23. April 1980 in der Präfektur Kyoto) ist ein ehemaliger japanischer Fußballspieler.

## Karriere
Ōtsuki erlernte das Fußballspielen in der Jugendmannschaft von Kyoto Purple Sanga. Seinen ersten Vertrag unterschrieb er 1999 bei den Kyoto Purple Sanga. Der Verein spielte in der höchsten Liga des Landes, der J1 League. Am Ende der Saison 2000 stieg der Verein in die J2 League ab. 2001 wurde er mit dem Verein Meister der J2 League und stieg in die J1 League auf. Für den Verein absolvierte er 14 Spiele. 2004 wechselte er zum Drittligisten Sagawa Printing Kyoto. Für den Verein absolvierte er 304 Spiele. Ende 2014 beendete er seine Karriere als Fußballspieler.

## Erfolge
Kyoto Purple Sanga
- Kaiserpokal

Sieger: 2002